# تینه
تینه، روستایی است از توابع بخش لاریجان شهرستان آمل در استان مازندران ایران.

## جمعیت
این روستا در دهستان لاریجان سفلی قرار داشته و براساس آخرین سرشماری مرکز آمار ایران که در سال ۱۳۹۵ صورت گرفته، جمعیت آن ٣١ نفر (١١ خانوار) بوده‌است.این روستای زیبا دارای مناطق دیدنی زیبا و دلنشینی مثل غاربز، تنکه تینه، قله‌های بلند کرجک وسوته، سنکر و…
ارتفاع تقریبی روستای تینه حدو3650متر از سطح آبهای آزاد میباشد